# アディソン郡 (バーモント州)
アディソン郡（英: Addison County）は、アメリカ合衆国バーモント州の郡である。人口は3万7363人（2020年）  。郡庁所在地はミドルベリーであり、同郡で人口最大の都市である。

## 歴史
1609年にヨーロッパ人が入ってくる以前、アディソン郡となった地域にはイロコイ族インディアンが住んでいた。ニューヨーク植民地のクラウンポイントに入ったフランス人開拓者が、シャンプレーン湖を超えて開拓地を拡大してきた。カナダから個人あるいは家族が湖を遡り、1730年にはチムニーポイントを造った。1731年、クロスポイントにセントフレデリック砦が建設された。1759年、ジェフリー・アマーストがクロスポイントを占領し、イギリス人開拓者が入ってくるようになった。アメリカ独立戦争の1777年8月16日、ベニントン近くで起きたベニントンの戦いは、イギリスに対抗したこの戦争の転回点になった。
1785年10月18日、アディソン郡がバーモント共和国議会の法によって設立された。1791年、バーモントはアメリカ合衆国創立時の13州に次ぐ14番目の州として加盟した。当時の郡の産物は小麦だった。農家は1820年頃に土地を肥やすために家畜を育て始めた。1823年にシャンプレーン運河が開通し、ハドソン川を遡って船が来るようになった。1840年、羊毛の生産量では国内の郡で第1位になった。バーモントが州に昇格した1791年の主要な町の人口は9.267人だったが、1830年には26,503人になっていた。
2008年6月14日から17日に激しい嵐と洪水に襲われ、連邦政府はアディソン郡周辺を災害地域に指定した。

## 地理
アディソン郡はバーモント州の西側州境のほぼ中央にあり、座標では北緯43度50分から44度10分の間にある。
アメリカ合衆国国勢調査局に拠れば、郡域全面積は808平方マイル (2,090 km2)であり、このうち陸地770平方マイル (2,000 km2)、水域は38平方マイル (98 km2)で水域率は4.72%である。主要河川は郡内を南から北に流れるオッター・クリークである。

### 主要高規格道路

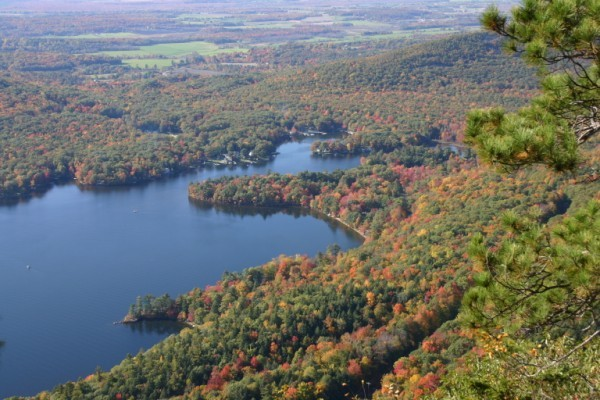
ソールズベリーとレスターにあるダンモア湖、その全体が郡内に入っている

- アメリカ国道7号線
- バーモント州道12A号線
- バーモント州道17号線
- バーモント州道22A号線
- バーモント州道23号線
- バーモント州道30号線
- バーモント州道53号線
- バーモント州道72号線
- バーモント州道74号線
- バーモント州道100号線
- バーモント州道116号線
- バーモント州道125号線

### 隣接する郡
- チッテンデン郡 - 北
- ワシントン郡 - 北東
- オレンジ郡 - 東
- ウィンザー郡 - 南東
- ラトランド郡 - 南
- ワシントン郡 (ニューヨーク州) - 南西
- エセックス郡 (ニューヨーク州) - 西

### 国立保護地域
- グリーン・マウンテン国立の森（部分）

## 人口動態
以下は2000年国勢調査による人口統計データである。
| 基礎データ - 人口: 35,974 人 - 世帯数: 13,068 世帯 - 家族数: 9,108 家族 - 人口密度: 18人/km2（47人/mi2） - 住居数: 15,312 軒 - 住居密度: 8軒/km2（20軒/mi2） 人種別人口構成 - 白人: 96.86% - アフリカン・アメリカン: 0.54% - ネイティブ・アメリカン: 0.26% - アジア人: 0.73% - 太平洋諸島系: 0.03% - その他の人種: 0.29% - 混血: 1.29% - ヒスパニック・ラテン系: 1.10% 先祖による構成 - イギリス系：15.5% - アメリカ人：12.7% - フランス系：12.0% - フランス系カナダ人：10.8% - アイルランド系：10.8% - ドイツ系：6.7% 言語による構成 - 英語：96.0% - フランス語：1.8% - スペイン語：1.2% | 年齢別人口構成 - 18歳未満: 24.9% - 18-24歳: 12.5% - 25-44歳: 26.9% - 45-64歳: 24.3% - 65歳以上: 11.3% - 年齢の中央値: 36歳 - 性比（女性100人あたり男性の人口） - 総人口: 97.7 - 18歳以上: 95.4 世帯と家族（対世帯数） - 18歳未満の子供がいる: 34.4% - 結婚・同居している夫婦: 57.4% - 未婚・離婚・死別女性が世帯主: 8.3% - 非家族世帯: 30.3% - 単身世帯: 23.4% - 65歳以上の老人1人暮らし: 8.9% - 平均構成人数 - 世帯: 2.55人 - 家族: 3.02人 収入と家計 - 収入の中央値 - 世帯: 43,142米ドル - 家族: 49,351米ドル - 性別 - 男性: 31,836米ドル - 女性: 24,416米ドル - 人口1人あたり収入: 19,539米ドル - 貧困線以下 - 対人口: 8.6% - 対家族数: 5.1% - 18歳未満: 9.1% - 65歳以上: 8.0% |

## 政治
| 年     | 民主党       | 共和党      |
| ------ | ------------ | ----------- |
| 2012年 | 68.4% 12,257 | 29.1% 5,203 |
| 2008年 | 68.6% 13,202 | 29.5% 5,667 |
| 2004年 | 60.0% 11,147 | 38.1% 7,077 |
| 2000年 | 51.3% 8,936  | 39.9% 6,953 |

## 都市と町

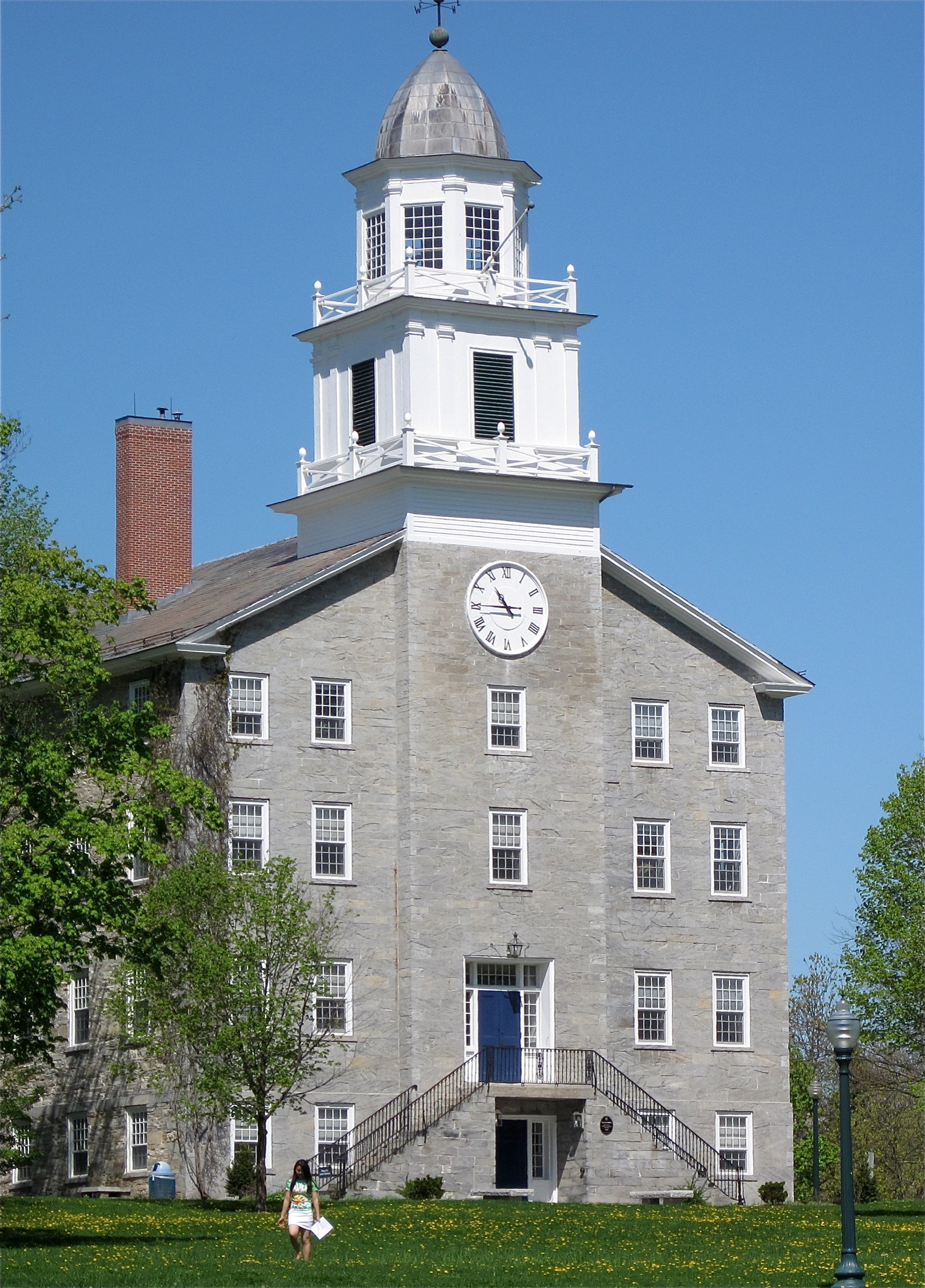
ミドルベリー大学

| - アディソン町 - ブリッジポート町 - ブリストル町 - コーンウォール町 - フェリスバーグ町 - ゴーシェン町 - グランビル町 - ハンコック町 - レスター町 - リンカーン町 - ミドルベリー町 - 郡庁所在地 - モンクトン町 | - ニューヘイブン町 - オーウェル町 - パントン町 - リプトン町 - ソールズベリー町 - ショアハム町 - スタークスボロ町 - バージェンズ市 - ウォルサム町 - ウェイブリッジ町 - ホワイティング町 |

## 教育
郡内には次の高校がある。
- バージェンズ統合高校、バージェンズ
- マウントエイブ統合高校、ブリストル
- ミドルベリー統合高校、ミドルベリー
- ミドルベリー統合中学校、ミドルベリー

また、高等教育機関としては、ミドルベリー大学とバーモント・コミュニティカレッジがあり、どちらもミドルベリー町にある。